# Rose Fitzgerald Kennedy Greenway
La Rose Fitzgerald Kennedy Greenway est un parc linéaire situé dans plusieurs quartiers du centre-ville de Boston. Il se compose de jardins paysagers, de promenades, de places, de fontaines et d'œuvres d'art qui s'étendent sur plusieurs kilomètres à travers Chinatown, le quartier financier (en), Waterfront et North End.
Officiellement ouverte en octobre 2008, la Greenway se trouve sur un terrain créé à partir de la démolition de l'autoroute John F. Fitzgerald — la Central Artery (en) — à la suite du Big Dig.
Le Rose Fitzgerald Kennedy Greenway porte le nom de Rose Fitzgerald Kennedy, la matriarche de la famille Kennedy, née dans le quartier voisin de North End. Son fils, le sénateur Edward Moore Kennedy, a joué un rôle important dans l'établissement de la Greenway.

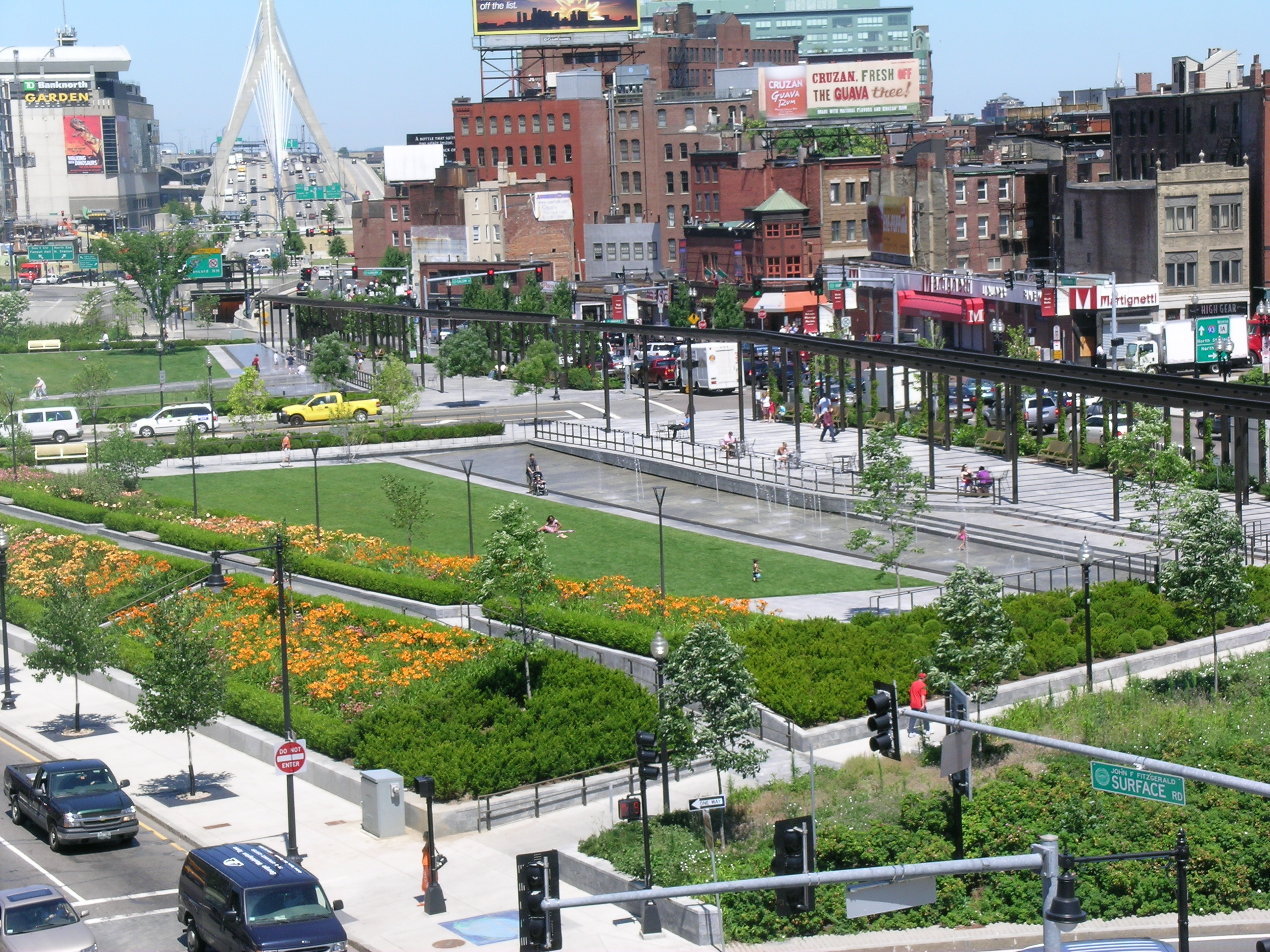
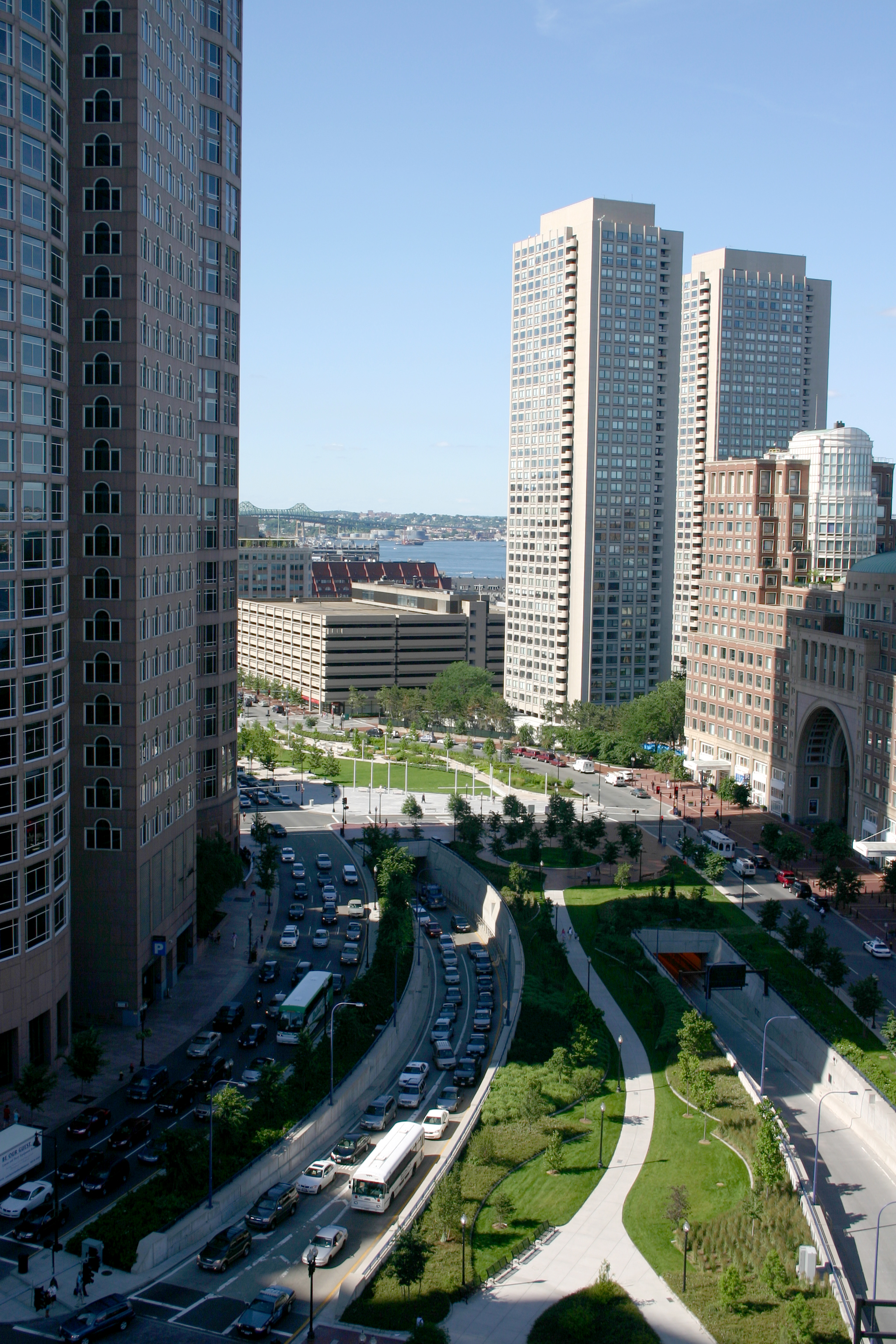
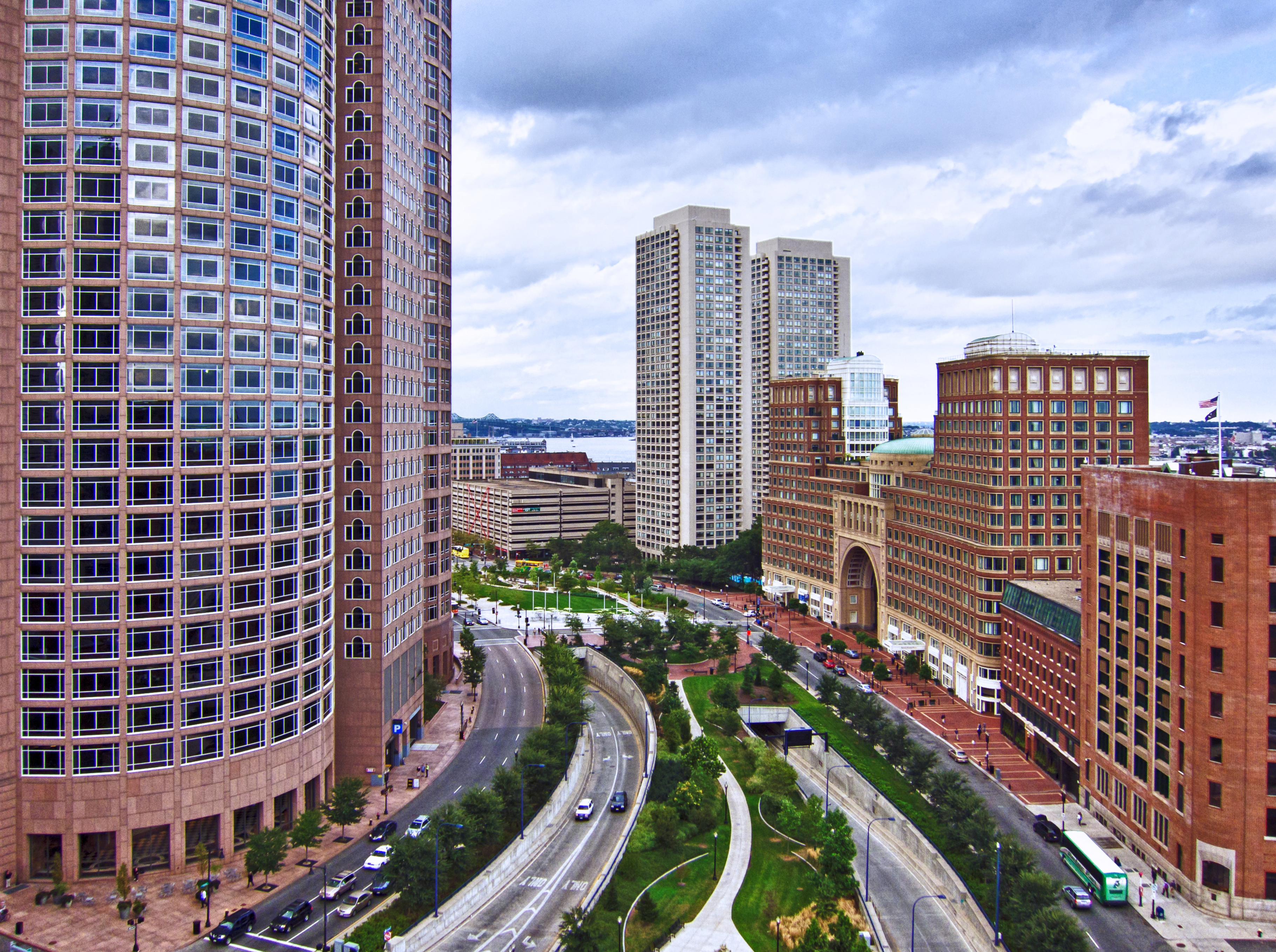
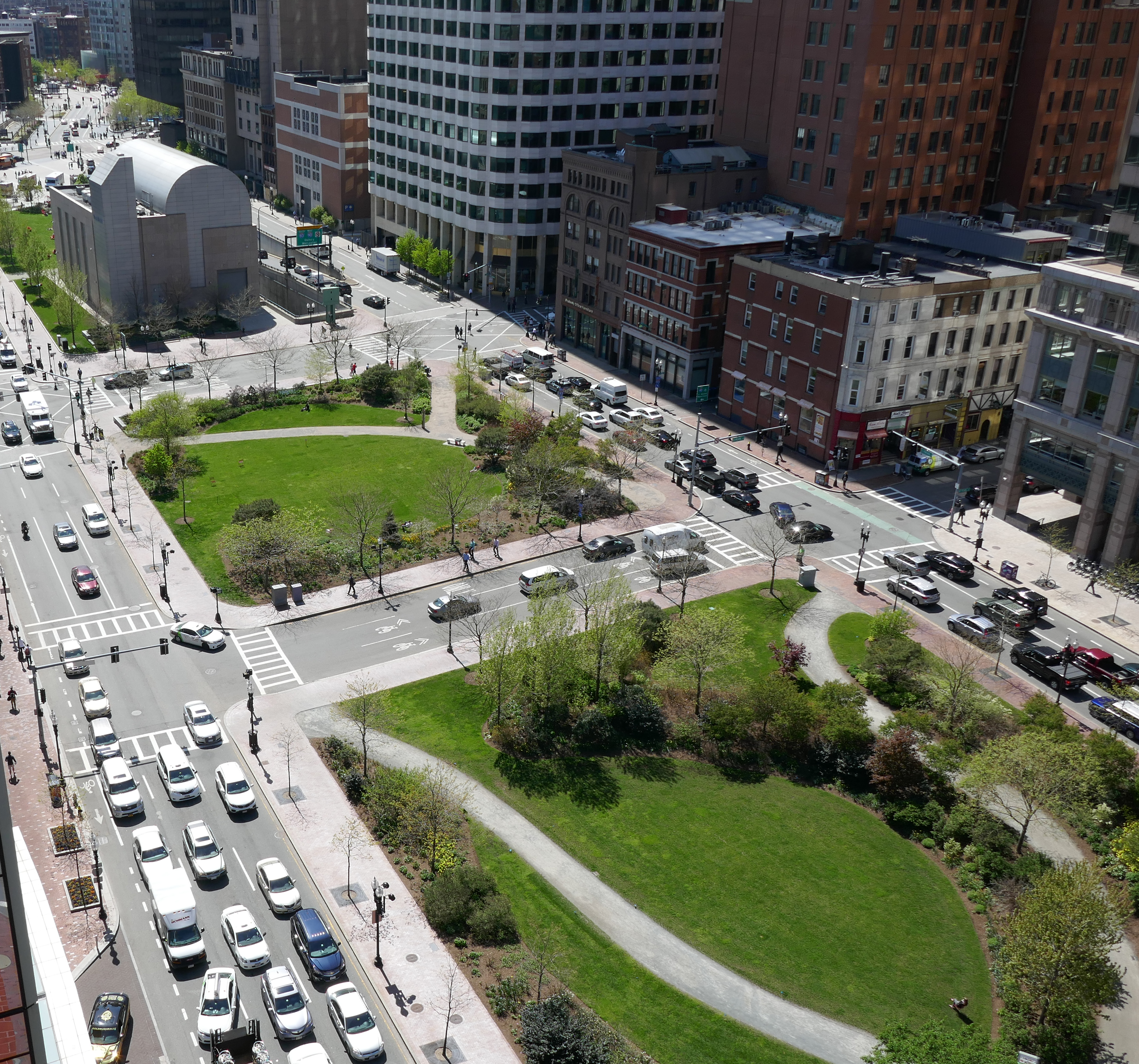